# Chill-out
Chill-out (scris uneori și chillout, chill out sau pur și simplu Chill), este denumirea generică pentru mai multe stiluri de muzică electronică, caracterizate prin stilul lor moale cu un tempo mai lent. Numele „chill”, în jargon este un ordin pentru „relaxare”.
Chill out este un stil de muzică apărut la începutul anilor 1990, în „camerele de refacere” din cluburile de dans, permițându-le dansatorilor să se „relaxeze” după muzica cu tempo rapid din ringul principal de dans.
Genurile asociate cu chill out sunt ambiental, trip-hop, NU jazz, house ambiental, New Age și alte sub-genuri cu tempo redus. Chill out, ca gen muzical este sinonim cu  „electronica lină” și „techno minimal” și este un gen de muzică liberă cu influențe din multe alte stiluri foarte diferite de muzică electronică și nu numai.

## Artiști notabili
Printre creatorii notabili ce sunt specializați în chill out și care au cîștigat în timp popularitate se numără: Chicane, Zero 7, Roger Shah, Rebel9, Nightmares on Wax, Groove Armada, Thievery Corporation, Blank & Jones, Triangle Sun, Ryan Farish, José Padilla, Pete Lawrence, Alex Paterson, Björk, Nujabes și Mixmaster Morris.
Cîteva dintre casele de discuri cu cel mai important registru de artiști și DJi chill out, și cu cele mai impunătoare cataloage de release-uri și compilații sunt: ESL Music, G-Stone Recordings, !K7, Instinct Records, Hearts of Space, Café del Mar, Water Music, Pork Recordings, Ninja Tune, Mole Listening Pearls, Six Degrees Records, Waveform, Compost Records, și Ultimae. Genul chill out a crescut ca popularitate și dupa crearea noii serii de albume The Chillout Sessions, a faimoasei case de discuri specializată în mare parte pe genul dance, Ministry of Sound.